# 성남마을버스
성남마을버스 주식회사는 경기도 성남시 중원구 마지로 35에 본사를 둔 성남시의 마을버스 업체이다.

## 연혁
- 2012년 6월 12일 : 회사 설립[1]

## 운행 노선
- ● 3-5번 : 이배재고개 - 상대원시장 - 문수사삼거리
- ● 3-6번 : 이배재고개 - 상대원시장 - 성남시의료원
- ● 20번 : 복정역 - 복정동행정복지센터 - 위례31단지정문 (2018년 9월 3일 신설, 2020년 2월 운행중지)
- ● 21번 : 복정역 - 복정동행정복지센터 - 위례신도시
- ● 22번 : 남위례역 - 남위례역 (2019년 11월 29일 신설, 2021년 12월 24일 운행재개)
- ● 22번 : 남위례역 - 남위례역 (2021년 12월 24일 신설, 2022년 7월 1일 운행중지)
- ● 82번 : 테크노파크  ↔ 판교역 (구 성남시민버스 812번, 2022년 12월 30일 성남시내버스에서 이관되어 마을버스 환원 및 번호 변경)

## 보유 차종
전 차량이 현대 일렉시티 타운과 뉴카운티와 그린시티로 운행한다.